# Hopak

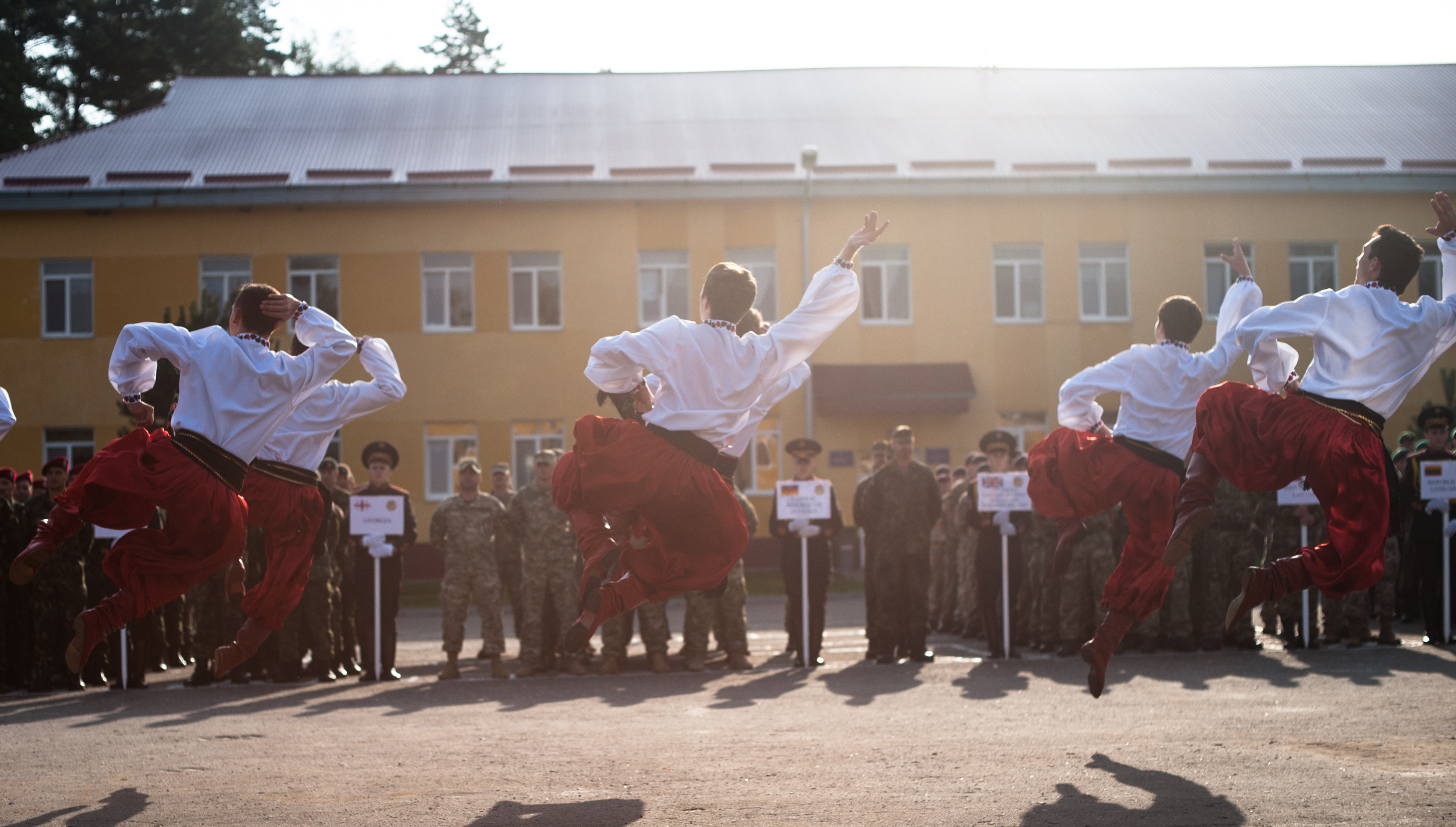
De Hopak, opgevoerd door het Military Ukrainian Dance Ensemble

De Hopak (Oekraïens: Гопак) of Gopak, ook wel bekend als de Kozakkendans, is een Oekraïense volksdans.
Het is een spectaculaire dans die uitsluitend door mannen wordt uitgevoerd. Kenmerkend zijn de hoge sprongen waarbij armen en benen horizontaal worden gespreid. In sommige balletten wordt deze techniek geïmiteerd. In Tsjechië en Slowakije is een soortgelijke dans bekend, de odzenmek.
De dans komt o.a. voor in De Jaarmarkt van Sorotsjinski, een van de opera's van Modest Moessorgski. Moessorgski begon met het schrijven van de opera in 1874, maar hij was niet in staat de opera te voltooien. Terwijl de rest van het werk grotendeels vergeten is, heeft de Gopak de tand des tijds doorstaan, voornamelijk door de populaire pianobewerking van Sergej Rachmaninov. 
Het zit ook in het bekende ballet Gayaneh van Chatsjatoerjan. 